# Guadalupe Victoria (Villaflores)
Guadalupe Victoria es una localidad del estado mexicano de Chiapas. Es parte del municipio de Villaflores.

## Toponimia
El nombre de la localidad rinde homenaje a Guadalupe Victoria, primer presidente de México.

## Demografía
| Gráfica de evolución demográfica |
|                                  |

| Censo | Población |
| ----- | --------- |
| 1940  | 345       |
| 1950  | 475       |
| 1960  | —         |
| 1970  | 1 229     |
| 1980  | 1 043     |
| 1990  | 2 204     |
| 2000  | 2 843     |
| 2010  | 3 583     |
| 2020  | 4 280     |